# Trompetenschnitzlinge
Die Trompetenschnitzlinge (Tubaria) sind eine Pilzgattung aus der Familie der Trompetenschnitzlingsverwandten (Tubariaceae). Sie zählen zu den sogenannten Little brown mushrooms.
Die Typusart ist der Gemeine Trompetenschnitzling (Tubaria furfuracea).

## Merkmale

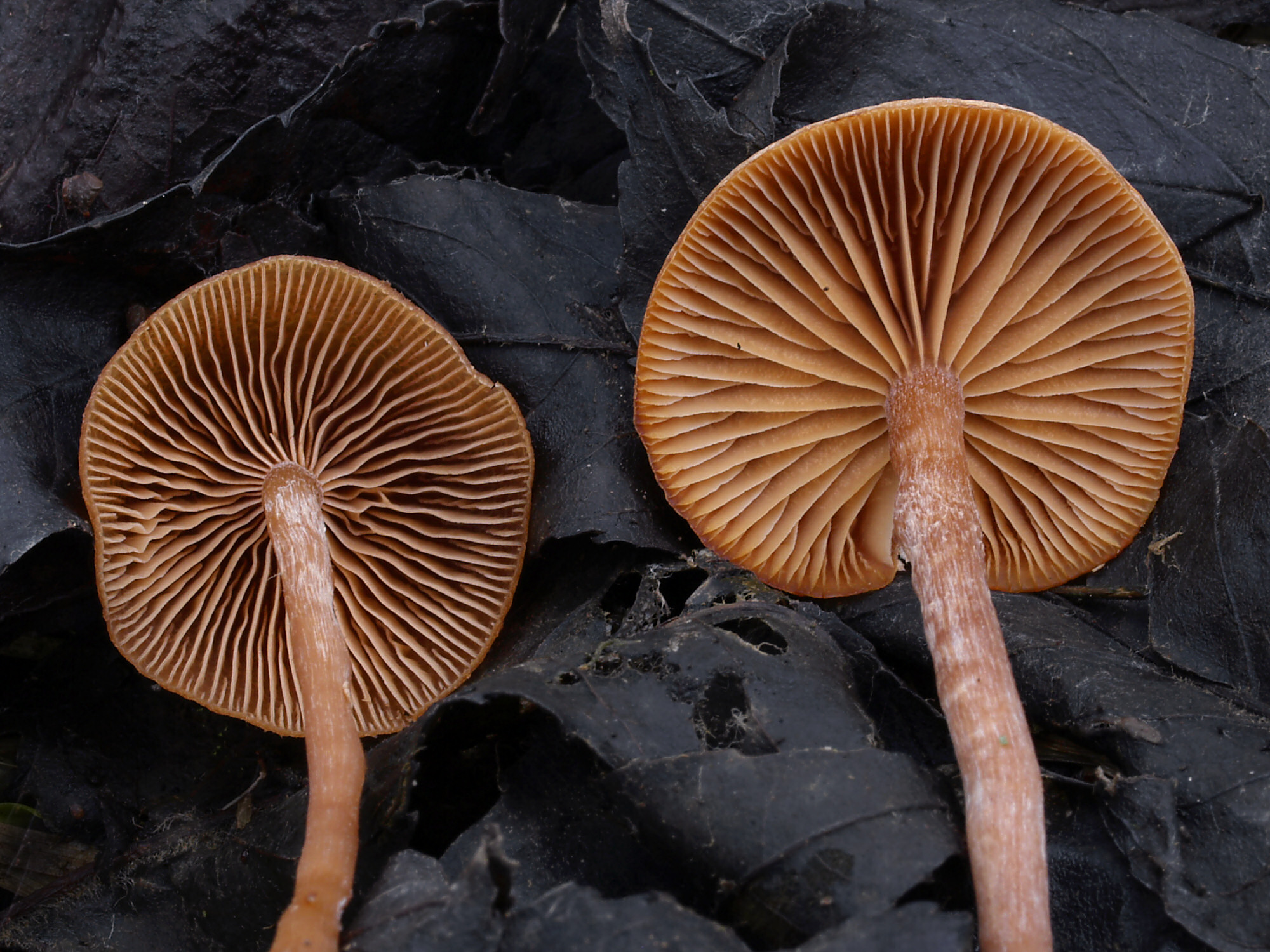
Die Hutunterseiten des Gemeinen Trompetenschnitzlings (Tubaria furfuracea) mit typisch ockerbraunen Lamellen

### Makroskopische Merkmale
Die Trompetenschnitzlinge sind kleine bis mittelgroße, in Hut und Stiel gegliederte Lamellenpilze. Die Hüte sind flach konvex bis niedergedrückt und hygrophan (bei Feuchtigkeit fleckend). Die Oberseite ist trocken, matt und oft etwas filzig oder fein schuppig. Die Hutfarbe ist fleischrötlich bis fleischbräunlich, vollständig weiße Formen sind möglich. Der Stiel ist zylindrisch oder bei manchen Arten an der Basis etwas verdickt. Die ockergelblichen bis braunen Lamellen sind breit angewachsen oder herablaufend. Der Stiel ist meist länger als der Hut breit ist; er kann beringt oder unberingt sein. Das Velum ist meist faserig und bleibt manchmal deutlich erkennbar auf dem Hut oder dem Stiel als Ring oder Ringzone zurück. Das Sporenpulver der Trompetenschnitzlinge ist hell ockerbraun bis rost- oder ziegelbraun.

### Mikroskopische Merkmale
Die Sporen sind elliptisch bis bohnenförmig und glatt bis sehr fein warzig. Sie sind blassocker bis hellrostgelb gefärbt und besitzen keinen Keimporus. Weitere mikroskopische Merkmale der Gattung sind die aus liegenden Hyphen bestehende Huthaut. Die Hyphen besitzen Schnallen, die Lamellentrama ist regulär, Cheilocystiden sind vorhanden; sie sind fadenförmig-keulig oder kopfförmig und dünnwandig.

## Ökologie
Die Trompetenschnitzlinge sind saprobiontische Holz- oder Streu- oder Humusbewohner.
Die ziemlich kleinen Fruchtkörper des Gelbblättrigen Trompetenschnitzlings findet man gelegentlich
am Boden unter Weißdorn-Büschen auf den eingetrockneten vorjährigen Früchten.

## Arten

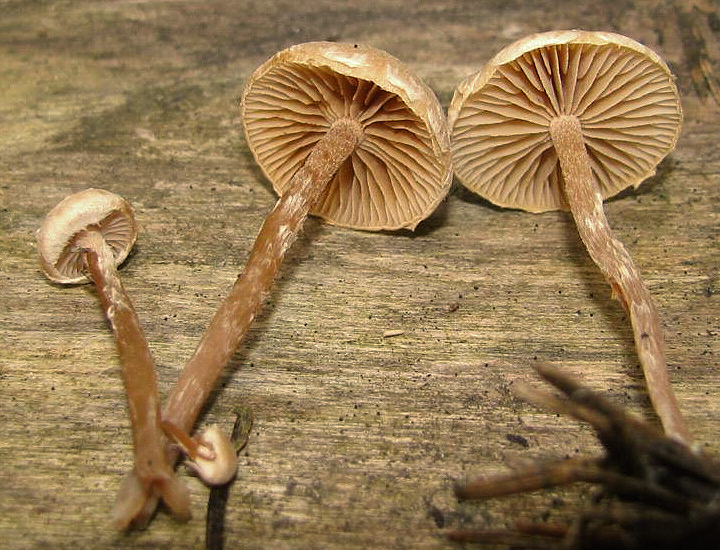
Flockiger Trompetenschnitzling Tubaria conspersa
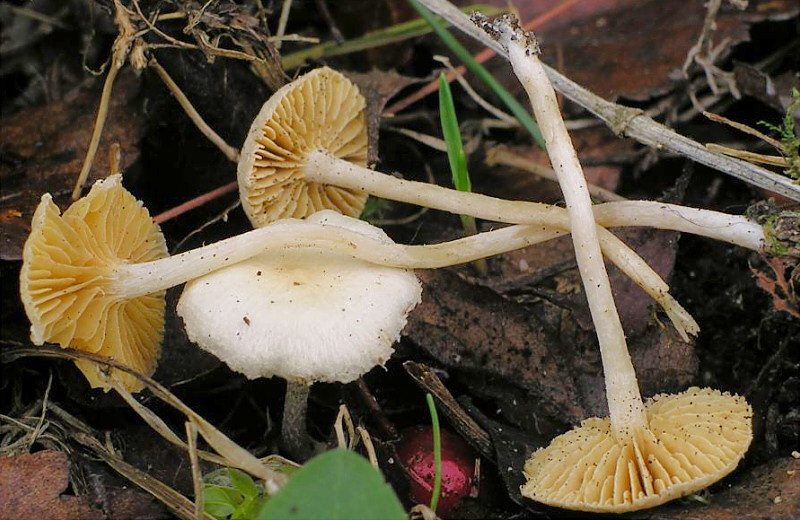
Gelbblättriger Trompetenschnitzling Tubaria dispersa
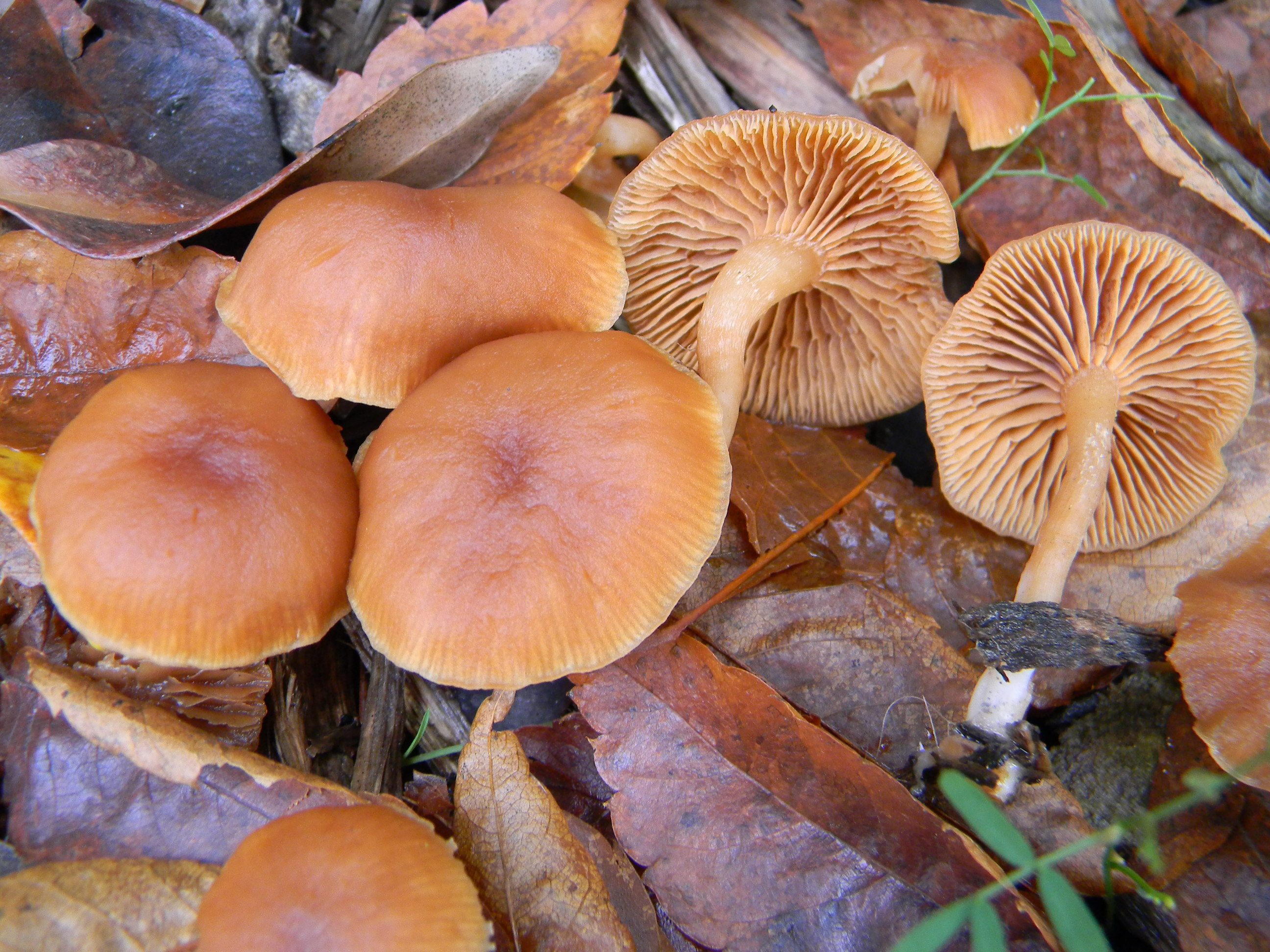
Gemeiner Trompetenschnitzling Tubaria furfuracea

Die Gattung umfasst weltweit etwa 20 Spezies. In Europa kommen 12 Arten vor bzw. sind dort zu erwarten.
| Trompetenschnitzlinge (Tubaria) in Europa |                         |                                      |
| \| Deutscher Name \| Wissenschaftlicher Name \| Autorenzitat \| \| ----------------------------------- \| ----------------------- \| ------------------------------------ \| \| Weißstieliger Trompetenschnitzling \| Tubaria albostipitata \| D.A. Reid 1972 \| \| Beringter Trompetenschnitzling \| Tubaria confragosa \| (Fries 1838) Harmaja 1978 \| \| Flockiger Trompetenschnitzling \| Tubaria conspersa \| (Persoon 1800) Fayod 1889 \| \| Zistrosen-Trompetenschnitzling \| Tubaria cistophila \| Cheype 1997 \| \| Gelbblättriger Trompetenschnitzling \| Tubaria dispersa \| (Berkeley & Broome 1828) Singer 1961 \| \| Gemeiner Trompetenschnitzling \| Tubaria furfuracea \| (Persoon 1801) Gillet 1876 \| \| Weißlicher Trompetenschnitzling \| Tubaria hololeuca \| (Kühner 1957) Bon 1990 \| \| Kleinster Trompetenschnitzling \| Tubaria minutalis \| Romagnesi 1937 \| \| Mosers Trompetenschnitzling \| Tubaria moseri \| Raithelhuber 1974 \| \| Blasssporiger Trompetenschnitzling \| Tubaria pallidispora \| J.E. Lange 1940 \| \| Ansehnlicher Trompetenschnitzling \| Tubaria praestans \| (Romagnesi 1957) Romagnesi 1957 \| \| Geselliger Trompetenschnitzling \| Tubaria romagnesiana \| Arnolds 1982 \| |                         |                                      |
| Deutscher Name | Wissenschaftlicher Name | Autorenzitat                         |
| Weißstieliger Trompetenschnitzling | Tubaria albostipitata   | D.A. Reid 1972                       |
| Beringter Trompetenschnitzling | Tubaria confragosa      | (Fries 1838) Harmaja 1978            |
| Flockiger Trompetenschnitzling | Tubaria conspersa       | (Persoon 1800) Fayod 1889            |
| Zistrosen-Trompetenschnitzling | Tubaria cistophila      | Cheype 1997                          |
| Gelbblättriger Trompetenschnitzling | Tubaria dispersa        | (Berkeley & Broome 1828) Singer 1961 |
| Gemeiner Trompetenschnitzling | Tubaria furfuracea      | (Persoon 1801) Gillet 1876           |
| Weißlicher Trompetenschnitzling | Tubaria hololeuca       | (Kühner 1957) Bon 1990               |
| Kleinster Trompetenschnitzling | Tubaria minutalis       | Romagnesi 1937                       |
| Mosers Trompetenschnitzling | Tubaria moseri          | Raithelhuber 1974                    |
| Blasssporiger Trompetenschnitzling | Tubaria pallidispora    | J.E. Lange 1940                      |
| Ansehnlicher Trompetenschnitzling | Tubaria praestans       | (Romagnesi 1957) Romagnesi 1957      |
| Geselliger Trompetenschnitzling | Tubaria romagnesiana    | Arnolds 1982                         |

- Flockiger Trompetenschnitzling
Tubaria conspersa
- Gelbblättriger Trompetenschnitzling
Tubaria dispersa
- Gemeiner Trompetenschnitzling
Tubaria furfuracea

## Systematik
Wie in vielen Pilzgruppen ist auch bei den Trompetenschnitzlingen die Abgrenzung der Arten teilweise umstritten. Die Gattung selbst wird von einigen Autoren auch bei den Schleierlingsverwandten (Cortinariaceae) oder den Stummelfüßchenverwandten (Crepidotaceae) eingeordnet.

## Bedeutung
Die Angehörigen der Gattung kommen als Speisepilze nicht in Frage.